# Anton Ulrich von Erath
Anton Ulrich von Erath (* 19. März 1709 in Braunschweig; † 26. August 1773 in Dillenburg) war ein deutscher Archivar und entstammte einer Familie aus Süddeutschland. Er betätigte sich als Diplomat, Historiker, Publizist und Jurist für das Haus Oranien-Nassau.

## Leben
Nach einem Studium an der Universität Helmstedt erwarb Anton Ulrich Erath ab 1736 als Archivar des Reichsstift Quedlinburg erste Berufserfahrungen. 1742 wechselte er beruflich nach Wolfenbüttel und nahm seinen Wohnsitz in Braunschweig. Ab 1747 war Erath als Regierungsrat und Archivar in Dillenburg tätig. Hier war er zuständig für das Archiv des Hauses Oranien-Nassau und wurde mehrfach als Diplomat an andere Fürstenhöfe gesandt. Für seine Verdienste erhielten er und seine Familie 1750 die erneuerte Erhebung in den erblichen Adelsstand. Die Wappenbeschreibung lautet: „In Blau, ein halber gekrönter goldener Löwe. Auf dem goldgekrönten Bügelhelm, mit blau-goldenen Decken, ein wie der Schild bezeichnetes Schildchen, zwischen einem offenen, mit goldenen Rosen besätem schwarzen Flug.“

## Werke
- Historische Nachrichten von den im Alten und Mittlern Durchlauchtigsten Braunschweig – Lüneburgischen Hause. Insbesondere zu H. Wilhelm des älteren und H. Wilhelm des jüngeren Zeiten getroffenen Erbtheilungen aus gedruckten und ungedruckten Urkunden verfertigt und zunebst denenselben herausgegeben von Anthon Ulrich Erath. Diese Veröffentlichung besteht größtenteils aus bis 1736 noch nicht gedruckten Urkunden. Frankfurt/Leipzig 1736.
- Conspectus historiae Brunsvico – Luneburgicae universalis in tabulas chronologicas et genealogicas divisus et historicorum cuiusuis aevi perpetuis testimoniis munitus. Braunschweig 1745.
- Codex Diplomaticus Quedlinburgensis. Frankfurt am Main 1764.